# Amauri Ribeiro
Amauri Ribeiro, conhecido simplesmente como Amauri (São Paulo, 23 de janeiro de 1959) é um ex-jogador de vôlei brasileiro.
Estreou na Seleção Brasileira de Voleibol Masculino em 1976. Disputou o Jogos Olímpicos de 1980 em Moscou, em que a seleção obteve o 5o.lugar. Destacado na posição de meio-de-rede, vivenciou o grande momento do vôlei brasileiro no início dos anos 80. Vice-campeão mundial em 1982, campeão nos Jogos Pan Americanos de 1983, medalha de prata nos Jogos Olímpicos de 1984 em Los Angeles. Foi jogador da Pirelli.Disputaria os Jogos Olímpicos de 1988 de Seul obtendo com a seleção o 4o.lugar antes de finalmente ser campeão olímpico nos Jogos Olímpicos de 1992 em Barcelona. Encerrou a carreira de jogador em 1993.
Atualmente é técnico da seleção italiana feminina de vôlei sentado paraolímpico.